# Цукрове яблуко
Цукрове яблуко, або Аннона луската (Annóna squamósa) — плодове дерево або кущ, вид роду аннона (Annona) родини аннонових (Annonaceae).

## Опис
Цукрове яблуко — дерево висотою від 3 до 6 м, має відкриту крону і гілки зигзагоподібної форми. Листя дворядні, розташовані на коротких запушених пагінцях, мають довгасту форму, 5-15 см завдовжки і 2-5 см завширшки, ароматні при розтиранні.

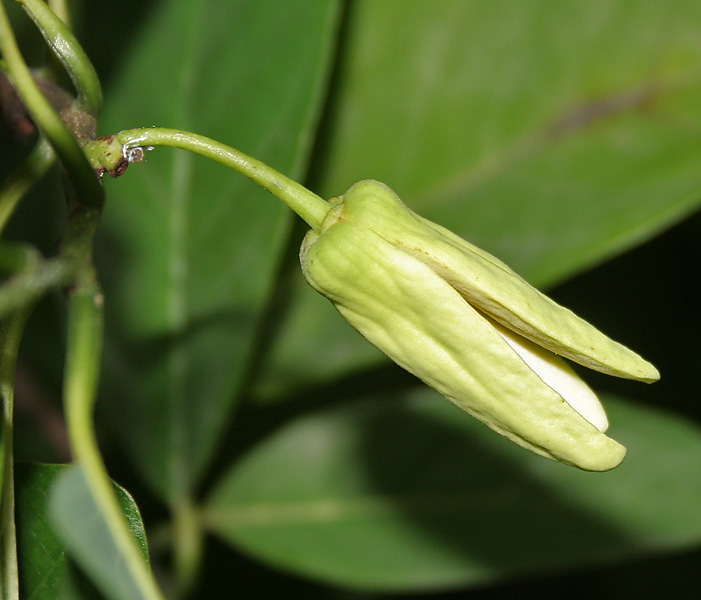
квітка в Хайдерабаді, Індія.

Цукрове яблуко цвіте навесні або на початку літа. Цвіт ароматний, довгастої форми, 2,5-3,8 см завдовжки, розташовується уздовж гілок по одній квітці або в групах по 2-4 квітки. Цвіт має три м'ясисті зовнішні пелюстки (жовто-зеленого кольору зовні і блідо-жовтого кольору всередині з пурпуровою або темно-червоною плямою в основі) і три маленькі внутрішні пелюстки. Цвіт ніколи повністю не розкривається.
Плід цукрового яблука має складну структуру, круглу форму і досягає 10 сантиметрів в довжину. Шкірка плоду товста, блідо-зеленого, сіро-зеленого або блакитно-зеленого кольору та має опуклі сегменти. М'якоть усередині плода складається з великої кількості блискучих, запашних, соковитих, солодких сегментів кремової консистенції з чудовим смаком. Кожен сегмент містить одну подовжену чорну або темно-коричневу насінину. Плід може включати 20-38 насінин.

## Поширення

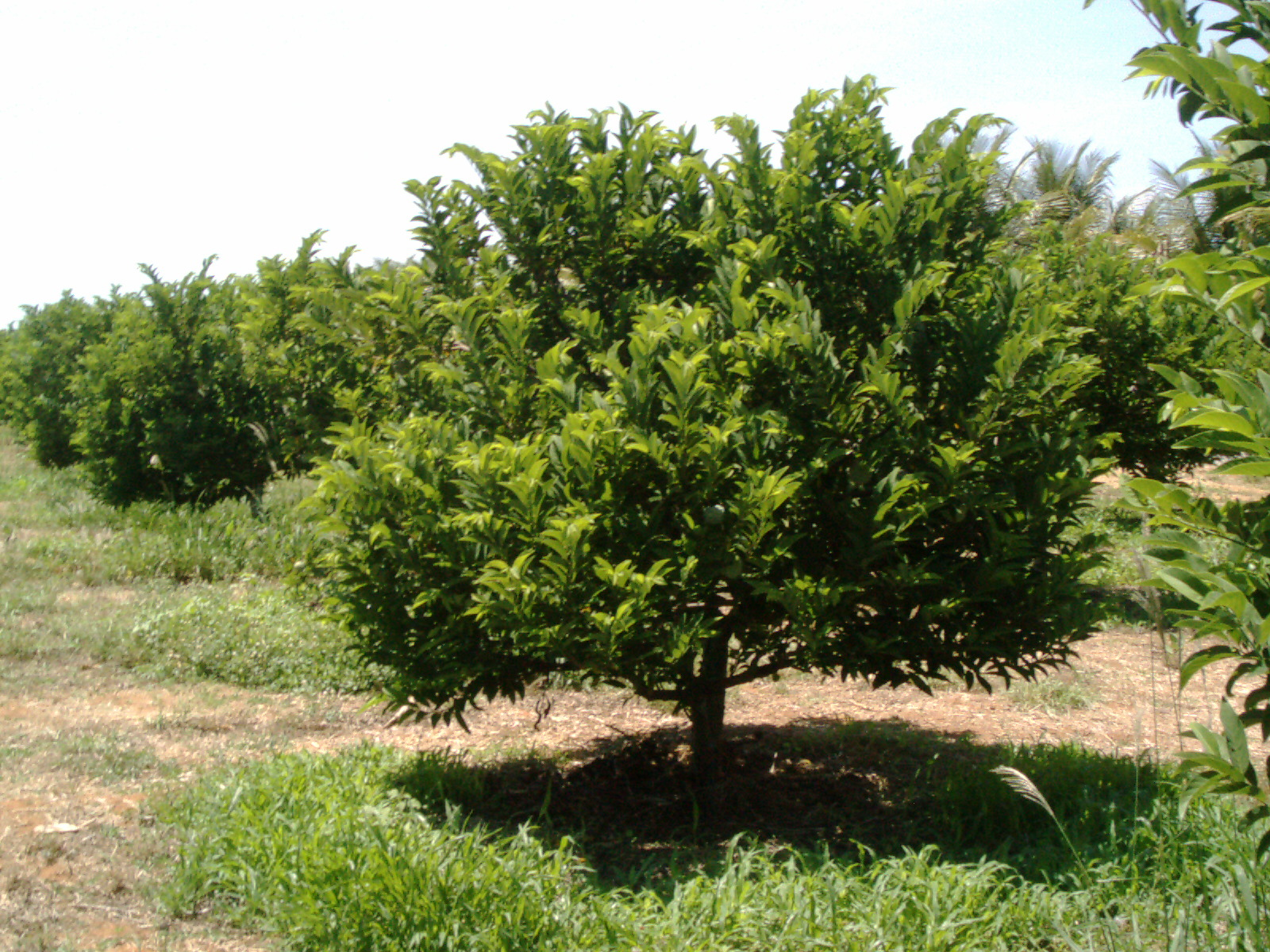
дерево на плантації в Бразилії

Точне походження цукрового яблука достеменно невідоме. Тепер цукрове яблуко широко культивується в Південній і Центральній Америці, на Антильських островах, в Індії, Індонезії, на півдні Китаю, на Філіппінах, в Африці, Австралії та Полінезії.
На Ямайці, в Індії, Пуерто-Рико, Барбадосі і в сухих районах на півночі Квінсленду в Австралії цукрове яблуко зустрічається в дикому вигляді на пасовищах, в лісах і вздовж доріг.

## Використання
М'якоть стиглих плодів цукрового яблука їстівна. Перед вживанням груба шкірка плоду зазвичай знімається, після чого сегменти м'якоті вживають у їжу, а зернята випльовують. М'якуш також використовується для виготовлення десертів і холодних напоїв.
Цукрове яблуко дуже калорійне, є багатим джерелом вітаміну С і марганцю, хорошим джерелом тіаміну і вітаміну В6, а також містить вітамін B2, B3, B5, B9, залізо, магній, фосфор і калій у невеликих кількостях.
Ядра насіння містять 14-49 % невисихаючої олії, яку можна використовувати замість арахісової при виробництві мила. Вона, після обробки лугом, також може використовуватися в харчових цілях.
Аннона широко використовується в медицині. З листя отримують якісну ефірну олію, багату на терпени і сесквітерпени. Відвар листя використовується як тонізуючий і жарознижувальний засіб. Відвар кори і коренів, а також недостиглі плоди, що мають терпкий смак вживаються при шигельозі.